# Christian Eisbein
Christian Eisbein (* 5. Juli 1917 in Halle (Saale); † 1. Juli 2009 in Westerholt, Ostfriesland) war ein Bildhauer, Buchautor und Naturschützer.

## Leben

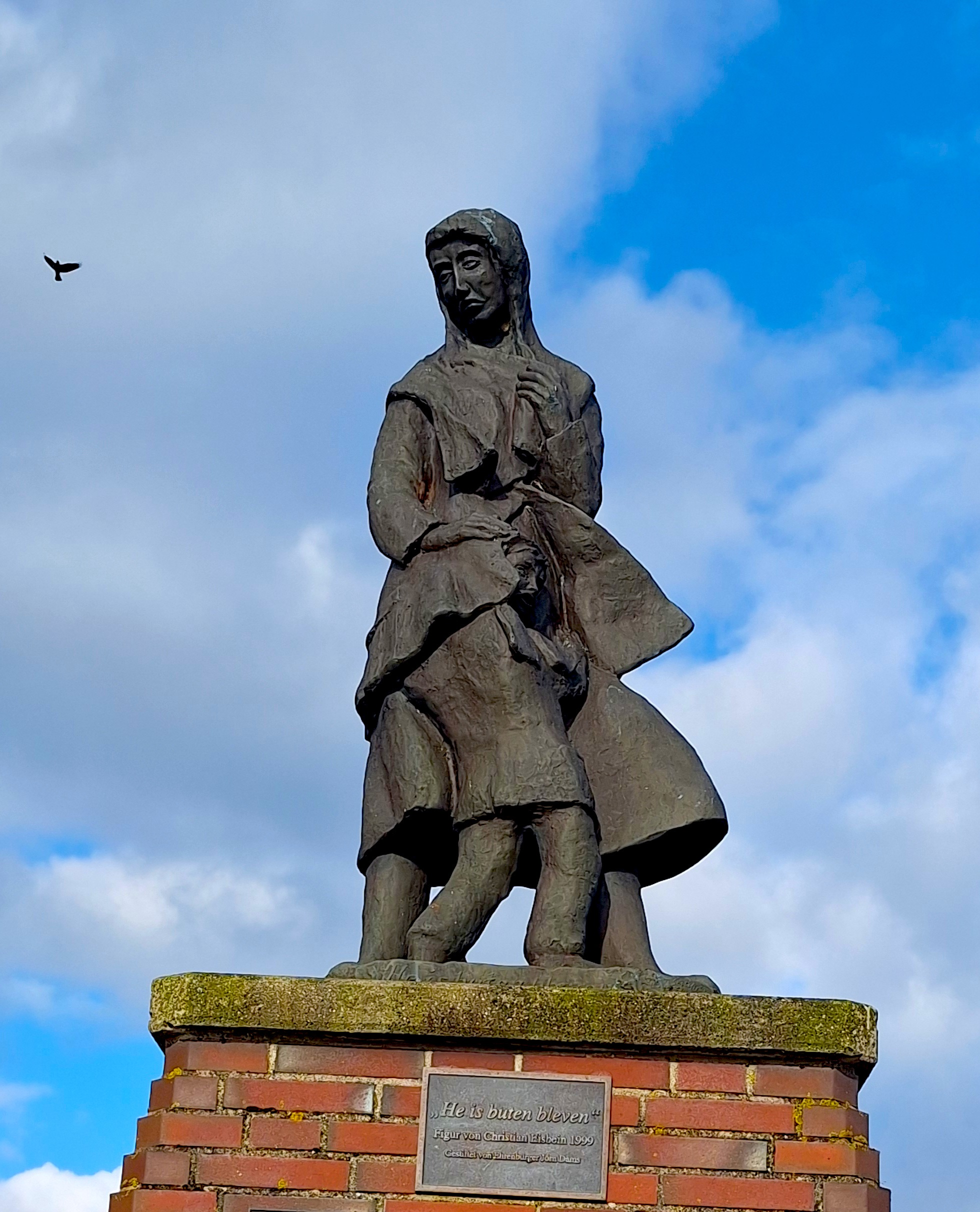
He is buten bleven in Dornumersiel

Bekannt wurde der gelernte Landwirt und Kunsterzieher Christian Eisbein durch seinen Einsatz zum Erhalt des Niedersächsischen Wattenmeeres sowie für das Verbot der Robbenjagd.
Er war Gründungsmitglied des Ostfriesischen Kunstkreises.
In den 1980er und 90er Jahren veröffentlichte Christian Eisbein die Vereinszeitschrift „Die Wattläufer e.V.“ mit Kommentaren und Glossen über das Zeitgeschehen. Er selbst bezeichnete sich gerne als Querulant und unterstrich dies 1993 mit der Veröffentlichung seines Buches „Ein ‚Querulant‘ überlebt“.

## Werke

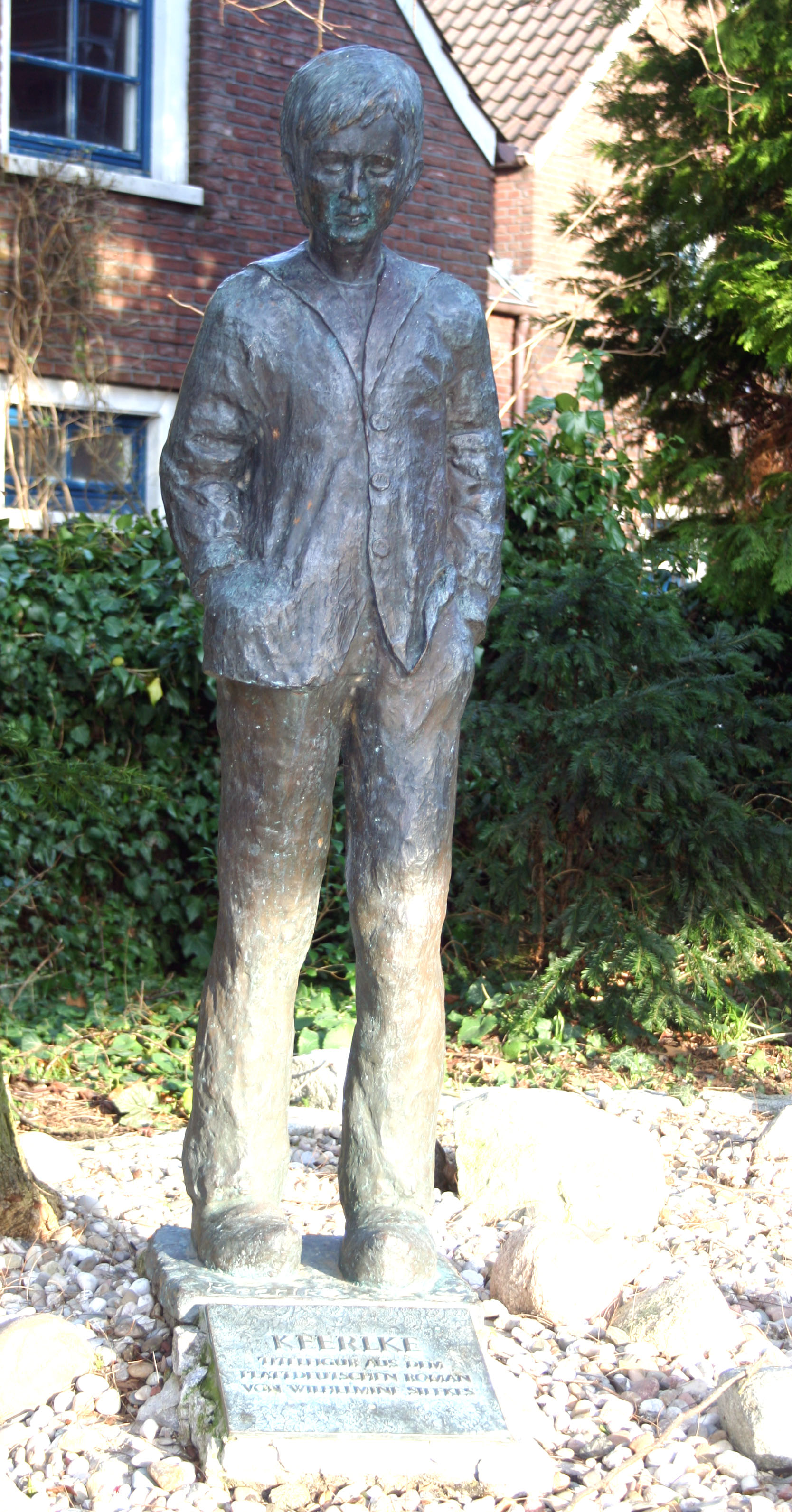
Keerlke im Innenhof des Rathauses Leer

### Schriften
- Watt in Not – aus dem Tagebuch eines Wattläufers. Verlagsgruppe Droemer Knaur, München 1987, ISBN 3-426-03858-7.
- Ein „Querulant“ überlebt – Zeitgeschichte aus der Froschperspektive von einem, der viel quakt. Küstenverlag Krug, Wangerland-Hohenkirchen 1993, ISBN 3-929901-05-6.
- Christian Eisbein, Manfred Paape: Geliebtes Wattenmeer. Paschke Verlag, Westerholt 1993, DNB 1093242086.
- Wunderland Wattenmeer – Augen-Blicke aus einer langjährigen leidenschaftlichen Liebschaft. Küstenverlag Krug, Wangerland-Hohenkirchen 1994, ISBN 3-929901-01-3.

### Skulpturen (Auswahl)
- Großmutter und Enkel (1970) vor dem Helenenstift in Hage, Hauptstraße.[2]
- Keerlke (1985 geschaffen nach der Romanfigur in Wilhelmine Siefkes' großem Roman „Keerlke“) im Innenhof des Rathauses von Leer. Eine verkleinerte Form der Skulptur aus Ton wird seit 1993 jährlich als Keerlke-Preis vergeben.[3]
- Lüttje Dirk (1997) an Ostertorstraße in Remels.[4] Dirk Flitz, genannt „Lüttje Dirk“, war ein Remelser Original.[5]
- He is buten bleven (1998) an der Störtebekerstraße in Dornumersiel.[6] Die traurig melancholische Skulptur zeigt eine Seemannsfrau mit ihrem Kind, deren Mann „auf See geblieben“ ist.[7]